# ترنبولون استات
ترنبولون استات(به انگلیسی: Trenbolone acetate)، فیناجت(به انگلیسی: Finajet)، فیناپلیکس(به انگلیسی: Finaplix) یک استروئید آنابولیک است. بیشتر به شکل آمپولهای ۱۰، ۲۵ و ۵۰ میلی‌گرمی در دسترس است و دوزاژ پزشکی آن ۱۰ تا ۵۰ میلی‌گرم در هفته است. دور از تماس مستقیم با هوا و در دمای ۲ تا ۸ درجه نگهداری شود.